# Жузасу
Жузасу (каз. Жүзасу) — перевал в южной части Джунгарского Алатау. Соединяет хребты Матай и Шолактау. Абсолютная высота — 1474 м. Через перевал проложена автомобильная дорога, проходящая с севера на юг от села Коянкоз до верховьев реки Каракаска и далее в долину реки Или.